# Jacob Reynolds
Jacob Reynolds (São Petersburgo, 13 de maio de 1983) é um ator norte-americano. Ele é mais conhecido por seu papel como Solomon no filme cult experimental Gummo (1997).

## Vida e carreira
Jacob Reynolds nasceu em 1983, em São Petersburgo, Flórida, nos Estados Unidos. Jacob Reynolds começou a atuar aos quatro anos. Sua carreira começou com um comercial de televisão americano para Ritz Crackers. Em 2007, ele apareceu no longa-metragem independente indicado ao Gotham Awards, de Chris Fuller, Loren Cass. Além de seu talento como ator, Reynolds é trompetista e aviador certificado.[carece de fontes?]
Ele apareceu no filme de 1994, The Road to Wellville, interpretando o jovem George Kellog em várias sequências de flashback (o George Kellog adulto foi interpretado por Dana Carvey). Ele também teve pequenos papéis em Life with Mikey (1993), Safe Men (1998) e For Love of the Game (1999). Reynolds estrelou o filme de Harmony Korine de 1997, Gummo. Ele também apareceu no thriller de ação de 2012, The Aggression Scale, junto com Derek Mears.
Reynolds é o escritor da série webtoon Perish com o ilustrador Esfi Morales. Ele é um ex-morador de Kingston, Nova Iorque, a partir de janeiro de 2004, Reynolds passou a residir em Nova Iorque. Agora vive em Camp Lejeune, Carolina do Norte.[carece de fontes?]